# Rue Adolphe-Mille
La rue Adolphe-Mille est une rue du 19e arrondissement de Paris, en France.

## Origine du nom
Elle est nommée d'après Adolphe Auguste Mille (1812-1894), inspecteur général des Ponts et Chaussées, ingénieur de la ville de Paris, qui fut le constructeur du dépotoir municipal et l'apôtre de l'épuration agricole des eaux d'égout.

## Historique
Cette voie de l'ancienne commune de la Villette ouverte en 1850, était le tronçon terminal du « chemin du Dépotoir » qui devint ensuite l'« impasse du Dépotoir », car elle conduisait au dépotoir de La Villette.
Classée dans la voirie parisienne par un décret du 23 mai 1863, elle prend son nom actuel par un arrêté du 5 avril 1904.
Maintenant, la rue fait partie du quartier composite centré autour du parc de la Villette et elle se trouve aux abords de la Cité de la musique.

## Bâtiments remarquables et lieux de mémoire
L'immeuble d'habitation aux nos 2-4, construit en 1989, est l'œuvre de l'architecte Philippe Dubois.
Le collège Edgard-Varèse a été ouvert dans cette rue en septembre 2005.